# Ahuehueyo
Ahuehueyo är en ort i Mexiko.   Den ligger i kommunen Tamazunchale och delstaten San Luis Potosí, i den sydöstra delen av landet, 210 km norr om huvudstaden Mexico City. Ahuehueyo ligger 301 meter över havet och antalet invånare är 526.
Terrängen runt Ahuehueyo är lite bergig, och sluttar österut. Runt Ahuehueyo är det ganska tätbefolkat, med 67 invånare per kvadratkilometer. Närmaste större samhälle är Tamazunchale, 3,6 km sydost om Ahuehueyo. I omgivningarna runt Ahuehueyo växer huvudsakligen savannskog.